# Dracar

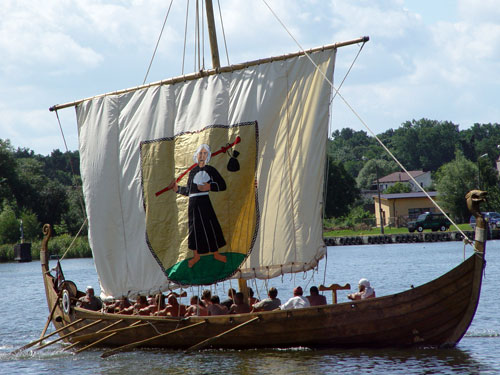
Uma réplica moderna de um navio viquingue

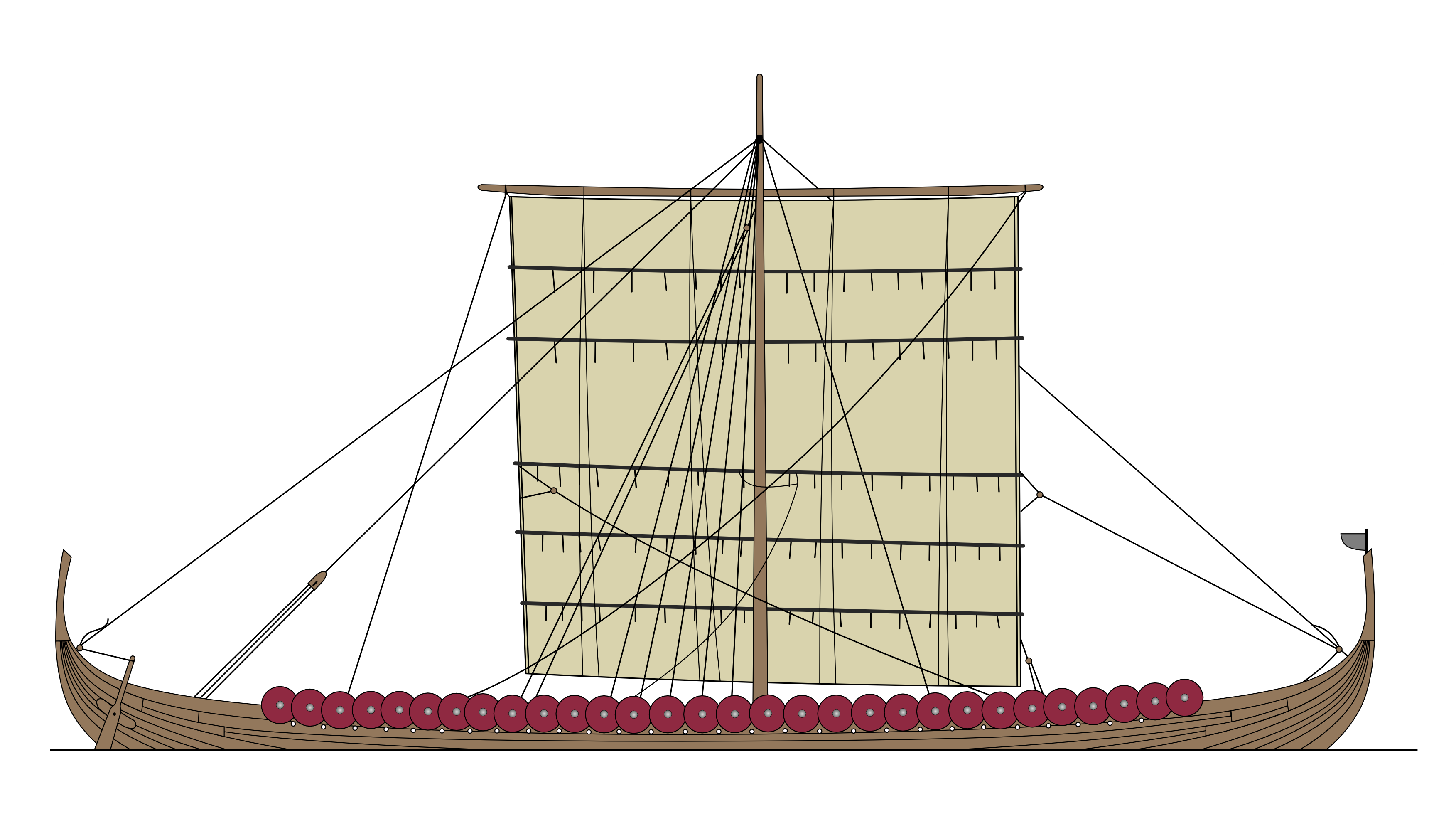
Representação lateral mostrando um barco viquingue

Dracar ou drácar (forma aportuguesada para a palavra nórdica antiga drakkar  - navio-dragão) — designado nos países nórdicos por langskip, langskib ou långskepp — é um nome genérico pelo qual são conhecidos os navios clássicos dos viquingues, gênero que admitia algumas variações, em função tanto do tamanho (comprimento, largura e calado), como da finalidade da embarcação.

Tinha por características principais os seguintes elementos identificadores, que distinguiam essa embarcação das demais então contemporâneas: era aberto, tinha casco trincado, era dotado de vela quadrada, de um remo-leme lateral na popa, além de duas filas laterais de remos, e, exibia como adorno e a modo de carranca, uma ponta na proa, em forma de cabeça de serpente marinha.
Seu comprimento variava entre vinte e quarenta metros, e a sua largura raramente excedia três metros, podendo ter até 36 pares de remos de impulso, além do remo-leme lateral da popa. Essa embarcação rápida e flexível tinha, pois, capacidade para navegar tanto em águas profundas como rasas, e podia transportar tanto guerreiros, como passageiros e mercadorias.

## Termodrakkar

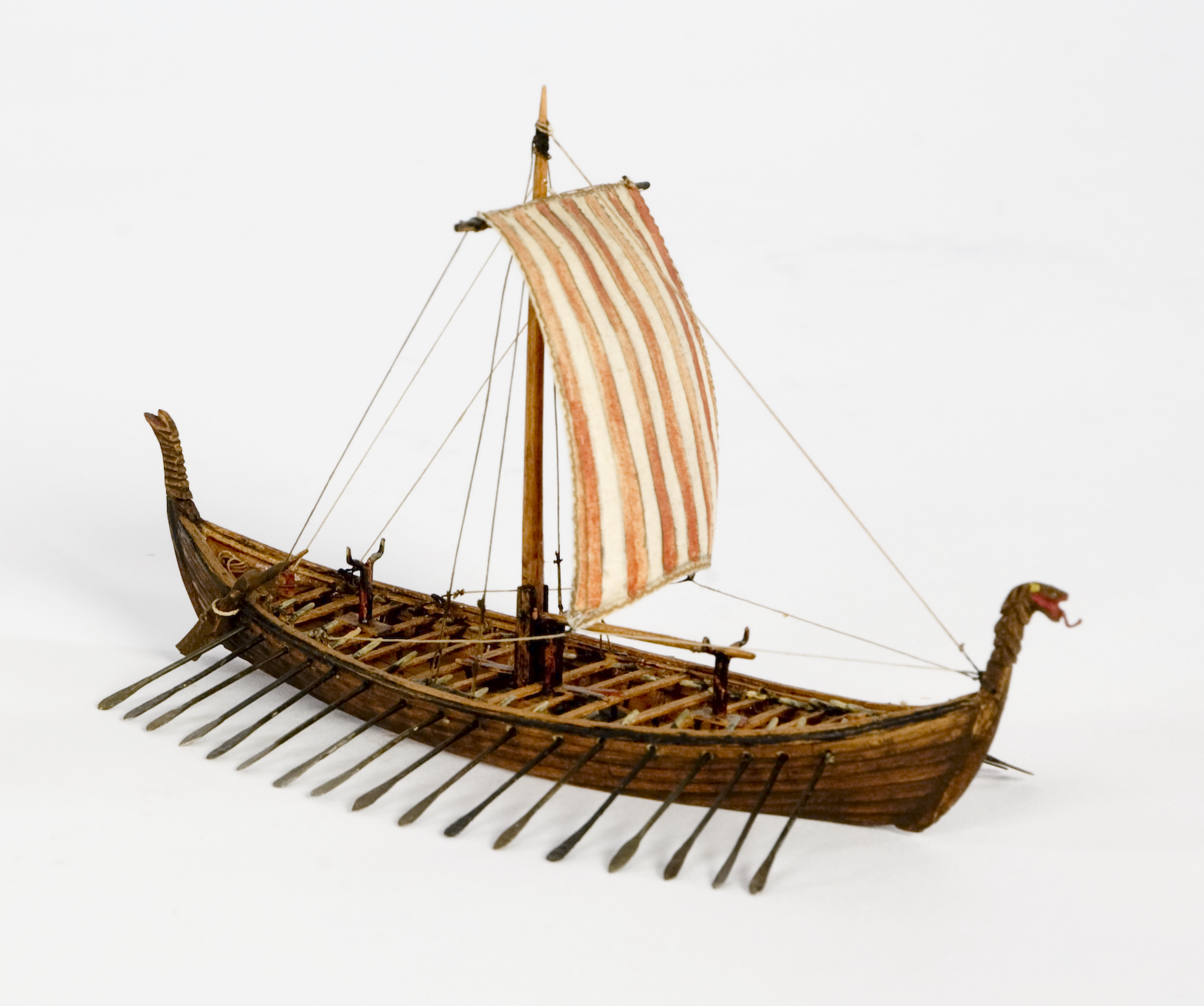
Modelo de navio viquingue - O Barco de Oseberga

O termo drakkar, usado para designar esse tipo de embarcação, embora bastante difundido como se fora da época original da cultura viquingue, é de origem recente. Com efeito, segundo o etimologista francês Alain Rey, esse termo teria surgido em 1840, a partir do correspondente termo sueco drakar (dragão), plural de drake, este mesmo similar ao antigo nórdico dreki.
O termo nórdico para estas embarcações é langskip em islandês e norueguês, langskib em dinamarquês e långskepp em sueco,  significando navio longo, em oposição ao knorr, mais curto e largo.

## Características

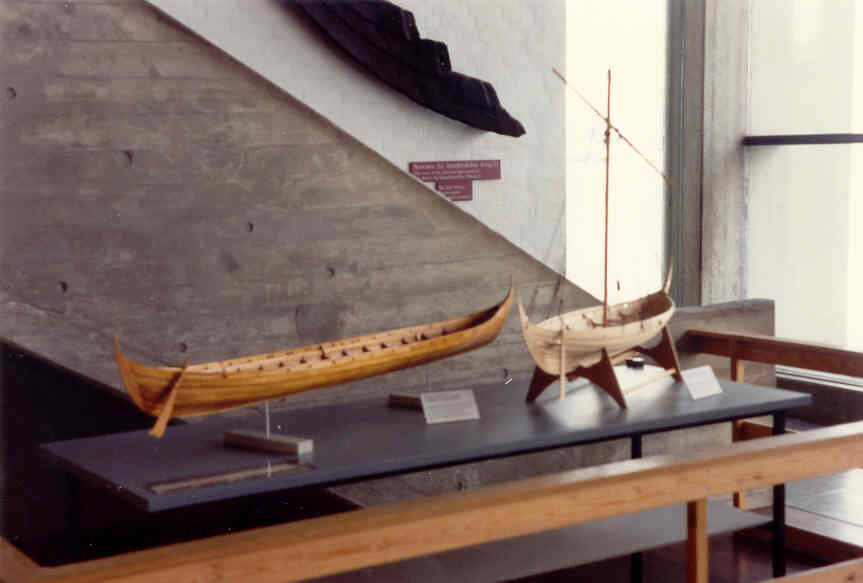
Modelos de langskip e de knarr, no museu de barcos viquingues em Roskilde (Dinamarca)

Tanto os barcos-dragão quanto os knerrir eram ornados na proa com a cabeça da serpente marinha Jormungand. Os passageiros, que ocupavam todos uma posição junto aos remos (exceto o piloto), ficavam sentados sobre um arranjo feito com as próprias bagagens (composta, dentre outros itens, de suas armas e vestes guerreiras). Na popa havia um lugar para o piloto, cuja atribuição era direcionar o leme.
Ao contrário do barco comercial knorr, os drakkars tinham em geral duas velas: uma vela redonda (de forma, entretanto, quadrada) e outra triangular. O colorido era em listras ou xadrez, em cores verde, vermelho, azul e branco. Levavam cerca de quarenta passageiros, quantidade inferior aos knerrir (plural de knorr). Ambas as embarcações foram as usadas pelos viquingues nas suas conquistas na Grã-Bretanha, leste europeu, Islândia, Groenlândia e América.

## Histórico
Até meados do século VI os viquingues não haviam desenvolvido as velas em suas embarcações, o que foi um atraso em relação a outros povos europeus. Em 560 Procópio, historiador bizantino, relata que eram povos que navegavam apenas com uso de remos. Gravuras dos séculos VI e VII, encontradas na Gotlândia, revelam sua evolução de um pano quase que decorativo até as grandes velas posteriores. Ao mesmo tempo era desenvolvida a quilha, que fazia do bote um navio, capaz de grandes deslocamentos.

### Arqueologia
No fiorde Oslo, na Noruega foram encontradas três embarcações, colocadas em diques pelos seus construtores. Transportadas para o Museu dos barcos viquingues de Oslo, exibem as relíquias conhecidas pelos nomes dos lugares em que foram achadas: o Navio de Tune, no lado oriental; o barco de Gokstad e o barco de Oseberga, do lado ocidental. Além destes há os barcos de Skuldelev, achados no fiorde de Roskilde na Dinamarca.

## Tipos de navios longos
Os navios longos podem ser classificados em vários tipos, dependendo do tamanho, detalhes de construção e prestígio. A forma mais comum de classificar os navios longos é pelo número de posições de remo a bordo.

### Karvi
O Karvi (ou Karve) é o menor vaso considerado um navio longo. De acordo com a lei do século X Lei Gulating, um navio com 13 bancos de remo é o menor navio adequado para uso militar. Um navio com 6 a 16 bancos seria classificado como um Karvi. Estes navios eram considerados "navios de propósito geral", usados principalmente para pesca e comércio, mas ocasionalmente comissionados para uso militar. Enquanto a maioria dos navios longos mantinha uma proporção de comprimento para largura de 7:1, os navios Karvi eram mais próximos de 9:2. [carece de fontes?]
O Navio Gokstad é um famoso navio Karvi, construído por volta do final do século IX, escavado em 1880 por Nicolay Nicolaysen. Tinha aproximadamente de comprimento com 16 posições de remo.

### Snekkja
A snekkja (ou snekke) era tipicamente o menor navio longo usado em guerra e era classificado como um navio com pelo menos 20 bancos de remo. Uma snekkja típica poderia ter um comprimento de uma largura de e um calado de apenas. Transportaria uma tripulação de cerca de 41 homens (40 remadores e um cox).
A snekkja era um dos tipos mais comuns de navios. Segundo a lenda viking, Canuto o Grande usou 1.200 na Noruega em 1028.
O tipo norueguês de snekkja geralmente tinha mais calado do que os navios dinamarqueses projetados para costas baixas e praias. Uma snekkja era tão leve que não precisava de portos; simplesmente era encalhada, e até mesmo transportada através de um porto seco.
A snekkja continuou a evoluir após o fim da era Viking, com exemplos noruegueses posteriores tornando-se maiores e mais pesados do que os navios da era Viking. Uma versão moderna ainda está sendo usada na Escandinávia, e agora é chamada de snipa em sueco e snekke em norueguês.

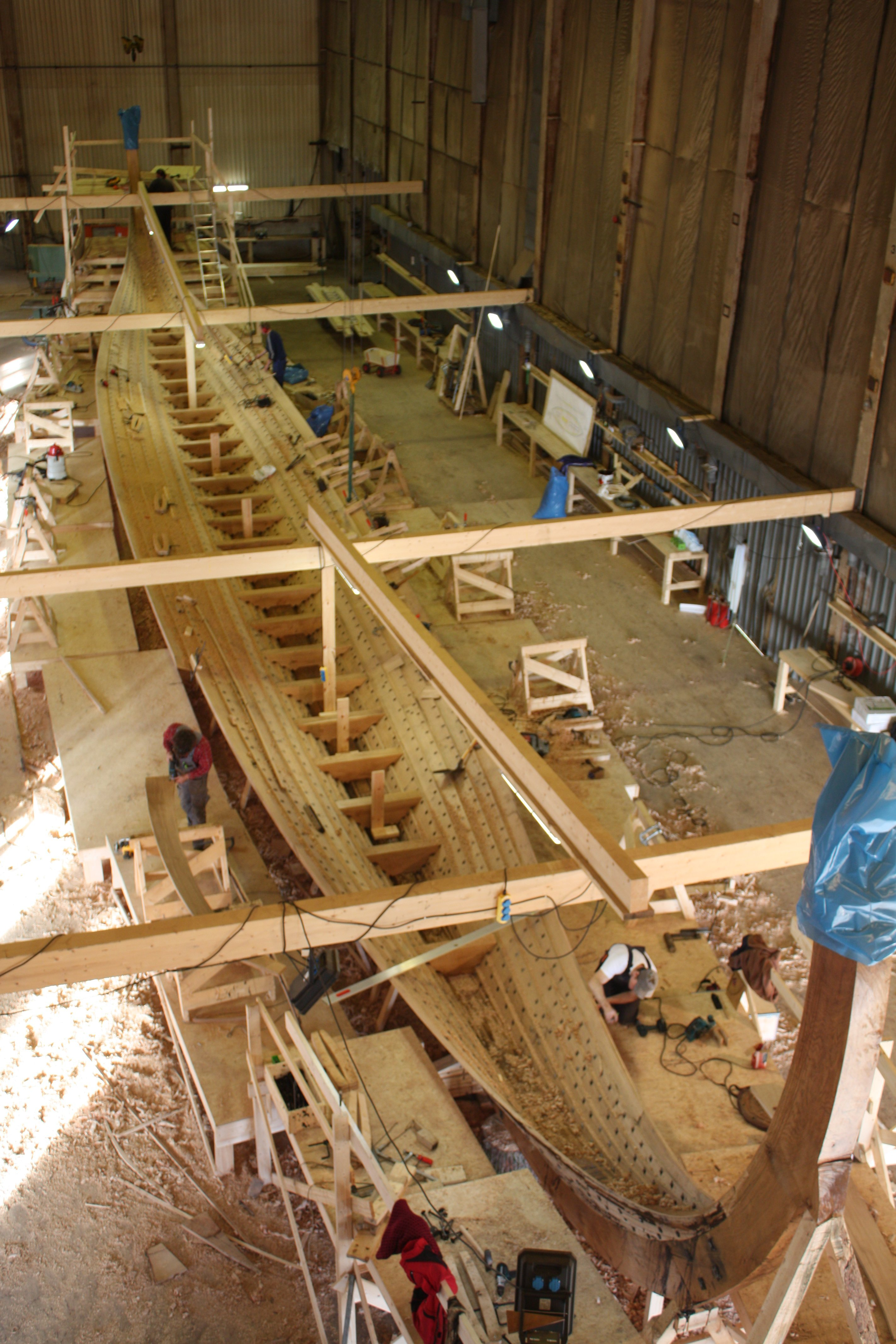
Construção do longo navio Skeid de 35 m Draken Harald Hårfagre

### Skeid
Skeid (skeið), significando 'deslizador' (referindo-se a um pente de tecelão, ou a uma bainha onde uma faca desliza) e provavelmente conotando 'acelerador' (referindo-se a uma corrida de corrida) (Zoega, Dicionário do Antigo Islandês). Estes navios eram maiores navios de guerra, consistindo em mais de 30 bancos de remo. Navios desta classificação são alguns dos maiores (veja Busse) navios longos já descobertos. Um grupo desses navios foi descoberto por arqueólogos dinamarqueses em Roskilde durante o desenvolvimento na área do porto em 1962 e 1996–97. O navio descoberto em 1962, Skuldelev 2 é um longo navio Skeid construído em carvalho. Acredita-se que tenha sido construído na área de Dublin por volta de 1042. Skuldelev 2 poderia transportar uma tripulação de cerca de 70–80 e mede um pouco menos de comprimento. Tinham cerca de 30 cadeiras de remo. Em 1996–97, os arqueólogos descobriram os restos de outro navio no porto. Este navio, chamado de Roskilde 6, com é o maior navio viking já descoberto e foi datado por volta de 1025. Skuldelev 2 foi replicado como Seastallion from Glendalough no Museu do Navio Viking em Roskilde e lançado em 2004. Em 2012, um longo navio skeid de 35
-metro (110 pé) chamado Draken Harald Hårfagre foi lançado na Noruega. Foi construído do zero por especialistas, usando métodos vikings originais e archaeological experimental.

### Drakkar

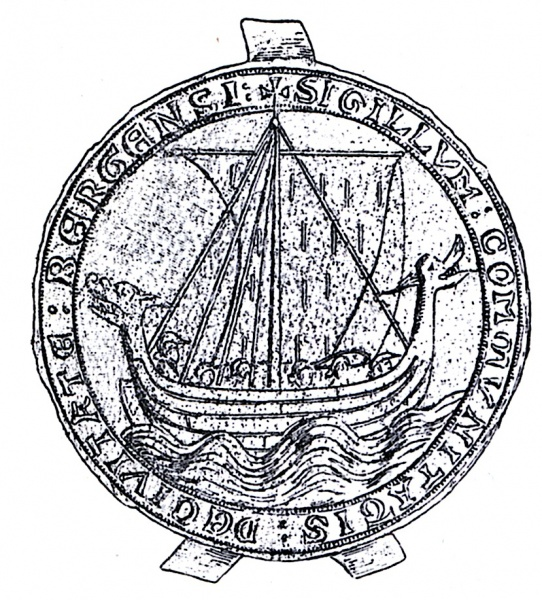
O selo da cidade de Bergen retrata um navio longo viking — possivelmente um drakkar.

Drakkar, ou dreki 'dragão', são o tipo de navio, de trinta bancos de remo para cima, que só são conhecidos por fontes históricas, como a saga do século XIII Göngu-Hrólfs saga. Aqui, os navios são descritos como muito incomuns, elegantes, ornadamente decorados, e usados por aqueles que iam saquear e pilhar. Esses navios provavelmente eram skeids que diferiam apenas nas esculturas de bestas ameaçadoras, como dragões e cobras, carregadas na proa do navio.
O primeiro drakkar mencionado foi o navio de tamanho não declarado de Harald Cabelo Belo no décimo século. O primeiro drakkar cujo tamanho foi mencionado na fonte foi o Tranin de trinta salas de Olav Tryggvason, construído em Nidaros cerca de 995. De longe o mais famoso neste período foi seu navio posterior, o Ormrinn Langi ('Serpente Longa') de trinta e quatro salas, construído durante o inverno de 999 a 1000. Nenhum verdadeiro navio dragão, como descrito nas sagas, foi encontrado por escavação arqueológica.
O selo da cidade de Bergen, Noruega, criado em 1299, retrata um navio com uma cabeça de dragão em cada extremidade, que pode ser destinado a representar um navio drakkar.